# برايان رايت (لاعب كرة قدم)
برايان رايت (بالإنجليزية: Brian Wright)‏ (5 أكتوبر 1958 بغلاسكو في المملكة المتحدة - ) هو مدرب كرة قدم ولاعب كرة قدم بريطاني في مركز الوسط. لعب مع كوين أوف ساوث ونادي بارتيك ثيسل ونادي ماذرويل وهاميلتون أكاديميكال ونادي كلايدبانك ‏.

## وصلات خارجية
- برايان رايت على موقع قاعدة بيانات كرة القدم.إي يو (الإنجليزية)